# Furkan Soyalp
Furkan Soyalp (Yenimahalle, 12 giugno 1995) è un calciatore turco, centrocampista del Gaziantep.

## Carriera

### Club
Ha giocato nella prima divisione turca.

### Nazionale
Ha giocato nelle nazionali giovanili turche Under-16, Under-17 ed Under-18.